# Zvi Asaria
Zvi Asaria (Tsevi Azaryah); (geboren 8. September 1913 als Hermann Helfgott in Beodra, Österreich-Ungarn; gestorben 22. Mai 2002 in Savjon) war ein jugoslawisch-israelischer Rabbiner und Autor.

## Leben
Hermann Helfgott war der Sohn des Hausierers Kolman Helfgott. Er studierte Theologie im Rabbinerseminar in Sarajevo und von etwa 1934 bis 1938 semitische Philologie in Wien (Vorlesungen in Geschichte, Geographie und Orientalistik). Nachdem er Anfang 1938 sein erstes Rigorosum bestanden hatte, brach er nach dem Anschluss Österreichs das Prüfungsverfahren ab und flüchtete nach Budapest, wo er sein theologisches Diplom erwarb und zum Dr. phil. promovierte. Kurzzeitig war er in Zrenjanin (Veliki Bečkerek) als Rabbi tätig, ehe er als Feldgeistlicher in die jugoslawische Armee eintrat. 1941 geriet er als Hauptmann in deutsche Kriegsgefangenschaft. Er verbrachte drei Jahre in Lagern in Straßburg, Nürnberg und in Pommern. Schließlich kam er in das Offizierslager Oflag VI C in Osnabrück. Darüber – und über Bergen-Belsen – berichtete er  in Wir sind Zeugen.
Nach der Befreiung durch die britische Armee war er zunächst kurz Rabbi in Nienburg, um dann – gemeinsam mit christlichen Geistlichen – den Überlebenden und Sterbenden des KZ Bergen-Belsen beizustehen. 1945 gründete er dort mit dem Regisseur Sami Feder das Kazett-Theater. Mit dem Rabbinerrat überwachte er das religiöse Leben im DP-Lager Belsen.
Im Februar 1947 wurde er in London zum Vertreter des Jüdischen Weltkongresses für Erziehung, Kultur und Religion ernannt. Ende Mai 1947 berief ihn der Rat der jüdischen Gemeinden in der britischen Besatzungszone zum Oberrabbiner. Im Sommer 1948 besuchte er im Auftrag der Jewish Agency jüdische Gemeinden in der britischen Besatzungszone und warb für den „Jüdischen Volksdienst“, also dafür, dass junge Juden in den gerade ausgerufenen Staat Israel einwanderten und sich zum Dienst in der israelischen Armee meldeten. Noch im gleichen Jahr kämpfte er im Rang eines Majors im Palästinakrieg mit. Mit der Annahme der israelischen Staatsbürgerschaft nahm er den Namen Zvi Asaria an.
1953 kehrte er als Leiter der Kulturabteilung der Israel-Mission nach Deutschland zurück und wirkte gleichzeitig bis 1962 als Gemeinderabbiner in Köln.
Ab etwa 1965 teilte er seine Zeit zwischen israelischen Gemeinden in Savjon (Zentralbezirk) und niedersächsischen Gemeinden auf. Er war Mitbegründer der She'erit-Hapletah-Bewegung (Die letzten Überlebenden). Von 1966 bis 1970 war er Landesrabbiner von Niedersachsen.

## Nachlass
Nach seinem Tod vermachte Malka Asaria-Helfgot, geb. Bodner, seine Sammlung dem Yad Vashem Archiv. Weitere Teile seines Nachlasses befinden sich im Zentralarchiv zur Erforschung der Geschichte der Juden in Deutschland und im Braunschweigischen Landesmuseum.

## Kölner Synagogen-Schmiererei 1959
In der Nacht auf den 1. Weihnachtstag 1959 hatten in Köln zwei 25-Jährige, die zwei Jahre zuvor der DRP beigetreten waren und auf deren Weihnachtsfeier ihre Untat angekündigt hatten, einen missliebigen Spruch auf einem Gestapo-Mahnmal übermalt und die drei Monate zuvor geweihte Synagoge Köln in der Roonstraße mit dem Spruch „Juden raus“ und vier 10–25 cm großen Hakenkreuzen beschmiert. Während die Entdecker, ein Primaner mit seiner Großmutter, die die Polizei riefen, die Schmiererei wegwischen wollten, wollte der herbeigerufene Rabbi Asaria zunächst Rücksprache mit dem SPD-Stadtverordneten und stellvertretenden Vorstand der Kölner Synagogen-Gemeinde Sally Kessler halten, die dann entschieden, dass die Schmiererei erst nach dem Sabbat entfernt werden dürfe. Danach war sie selbst durch ein Sandstrahlgebläse nur mangelhaft zu tilgen. Glaubensbrüder aus dem Ausland hatten Asaria geraten, die Sudeleien als Menetekel eine Zeitlang stehen zu lassen.
Bis Ende Januar 1960 wurden 470 ähnliche Vorfälle registriert, die als „antisemitische Schmierwelle“ in die Geschichte der Bundesrepublik eingingen. Der Ostblock protestierte, und in London und New York gab es Demonstrationen mit bis zu 15.000 Teilnehmern.
Die Neufassung des § 130 StGB (Volksverhetzung), die zuvor aufgrund des Einwands von Franz Böhm auf unbestimmte Zeit ausgesetzt worden war, wurde nun vorangebracht und im März 1960 verabschiedet. Ferner gab es einen neuen § 96a StGB für das öffentliche Verwenden nationalsozialistischer Kennzeichen oder Symbole verbotener Parteien.

## Schriften
- Sámuel második könyve Targumának viszonya a maszórai szöveghez [Die Beziehung des Targums des 2. Buches Samuel zum masoretischen Text]. Bölcsészdoktori értekeszés. 1940 (Diss.).
- Die Juden in Köln. Von den ältesten Zeiten bis zur Gegenwart. Bachem, Köln 1959 (darin S. 290–297: Die jüdischen Friedhöfe in Köln).
- Das jüdische Kalendarium. Feste und Gebräuche. DuMont, Köln 1960 (und weitere Auflagen).
- Geduldet oder gleichberechtigt? Zwei Gespräche zur gegenwärtigen Situation der Juden in Deutschland. Germania Judaica, Köln 1960
- Festschrift zur Weihe der Synagoge und des jüdischen Kulturzentrums in Osnabrück. 15. Siwan 5729 – 1. Juni 1969.
- Samson Raphael Hirsch. Seine rechtliche Stellung als Landesrabbiner und sein segensreiches Wirken im Lande Niedersachsen. Sponholtz, Hameln 1970.
- Wir sind Zeugen. Erlebnisbericht eines Juden aus deutschen Lagern. Herausgegeben von der Niedersächsischen Landeszentrale für politische Bildung und dem Institut für Sozialgeschichte Braunschweig-Bonn. Hannover 1975 (Unveränderter Nachdruck 1990)
- Die Juden in Niedersachsen. Von den ältesten Zeiten bis zur Gegenwart. Rautenberg, Leer 1979, ISBN 3-7921-0214-5.